# Энкхёйзен
Энкхёйзен (нидерл. Enkhuizen) — община и город в Голландии, расположенный в провинции Северная Голландия, регион Западная Фрисландия. Население составляет 17 724 человека (по данным на 1 января 2006 года).
Энкхёйзен получил статус города в апреле 1355 года. В середине XVII века он достиг пика своего развития, став одним из главных портов в Нидерландах. Однако по разным причинам, в том числе из-за заиливания гавани, город утратил своё значение, уступив Амстердаму.
Сейчас в Энкхёйзене развит туризм.

## Известные уроженцы и жители
- Вагенер, Лука — знаменитый голландский картограф, мореплаватель, штурман и писатель XVI века.

## Галерея

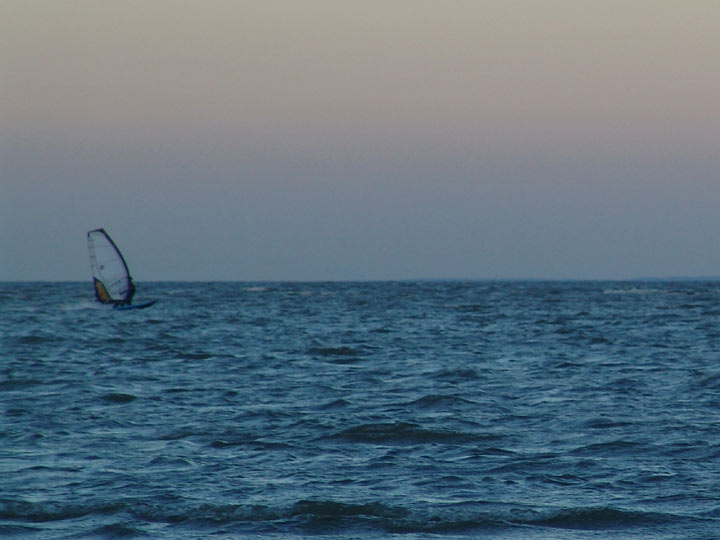
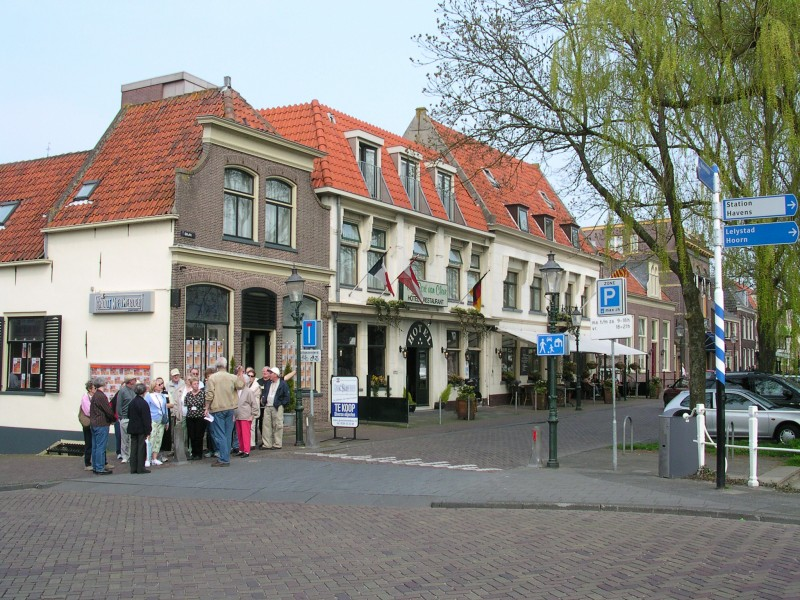
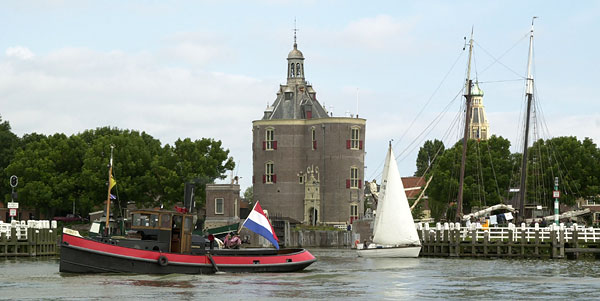
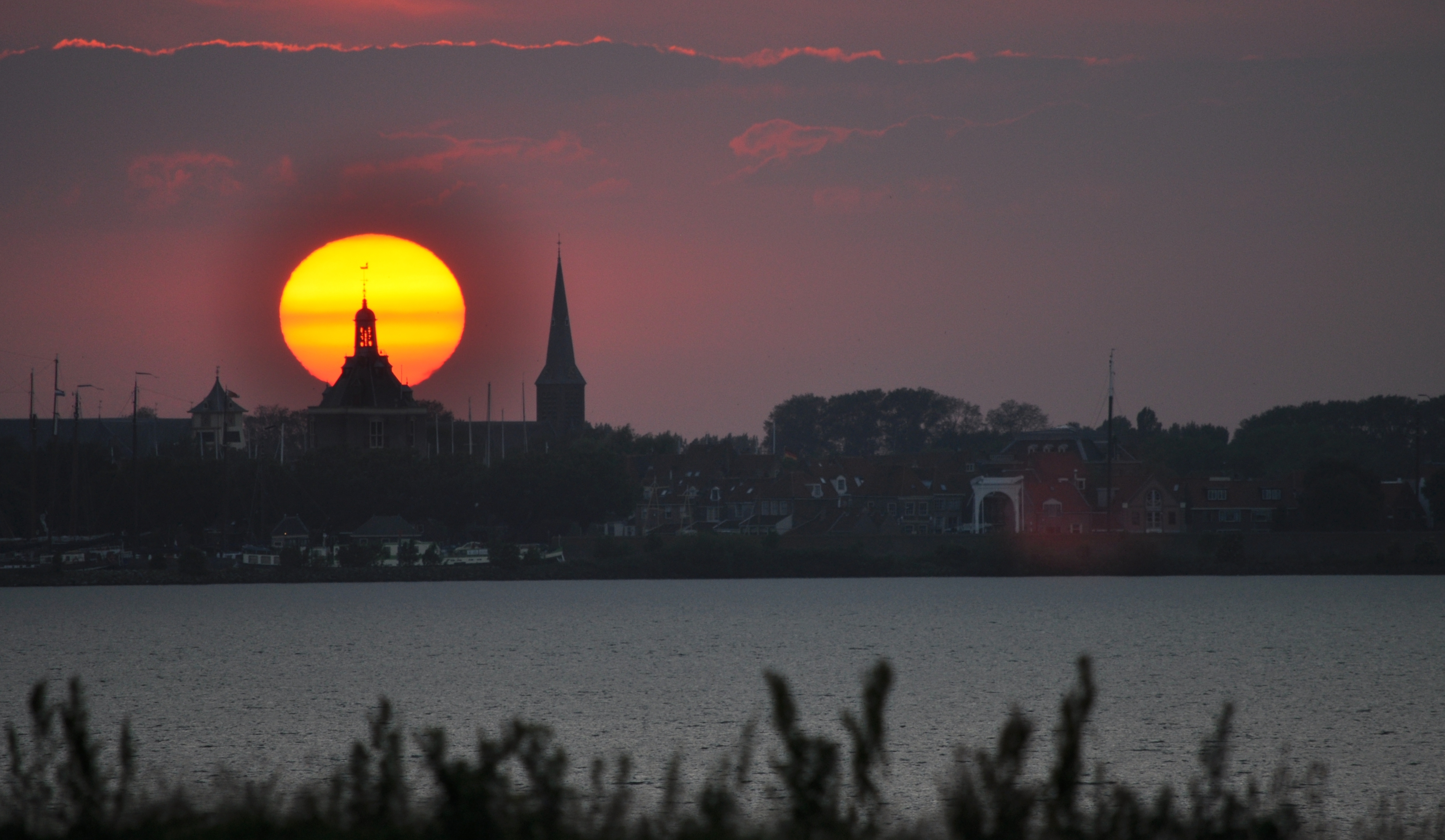